# Rhaphidophora puberula
Rhaphidophora puberula Engl. – gatunek wieloletnich, wiecznie zielonych pnączy z rodziny obrazkowatych, pochodzących z zachodniej i południowej Azji Południowo-Wschodniej, zasiedlających lasy deszczowe. Komórki tych roślin posiadają 60 chromosomów tworzących 30 par homologicznych.